# Parafia Chrystusa Nauczyciela w Radomiu
Parafia Chrystusa Nauczyciela w Radomiu – parafia rzymskokatolicka w dekanacie Radom-Południe diecezji radomskiej.

## Historia
30 października 1983 bp Edward Materski poświęcił krzyż i celebrował mszę św. na placu pod przyszły kościół. W tym samym roku, staraniem ks. Macieja Pachnika, oddano do użytku tymczasową kaplicę z przerobionego budynku dawnej kaflarni. Wtedy też powstała samodzielna placówka duszpasterska. Tymczasowa kaplica została poświęcona przez bp. Edwarda Materskiego 12 lutego 1984 i służyła potrzebom duszpasterskim do 1998, gdy rozpoczęto budowę murowanej świątyni. W tym czasie na zastępczą kaplicę zaadaptowano część parteru przyszłego domu parafialnego.
Parafia została erygowana 25 grudnia 1989 przez bp. Edwarda Materskiego. Wiosną 1999 rozpoczęto budowę kościoła murowanego według projektu arch. Piotra Wypchło i Konrada Brejtkopa z Radomia, staraniem ks. Ryszarda Szczęśniaka. Poświęcenia placu pod budowę kościoła dokonał 16 maja 1999 ks. inf. Jerzy Banaśkiewicz, a fundamenty poświęcił 30 października 1999 bp Jan Chrapek. Świątynię konsekrował 28 listopada 2004 bp Edward Materski.

## Zasięg parafii
Do parafii należą wierni z Radomia mieszkający przy ulicach: Blaszanej, Bławatnej, Browarnej, Chałubińskiego, Cichej, Jastrzębiej, Juliusza, Kościuszki, Krzywej, Młodzianowskiej, Planty, Puckiej, Ks. Sedlaka, Słodowej, Tytoniowej i Zakręt.

## Proboszczowie
- 1984–1995 – ks. kan. Maciej Pachnik
- 1995–2012 – ks. kan. Ryszard Szczęśniak
- 2012–2019 – ks. kan. Stanisław Sikorski
- od 2019 – ks. kan. Piotr Jaśkiewicz